# Kevyn Lettau
Kevyn Lettau, född 1959 i Berlin, Tyskland, är en brasiliansk jazzvokalist, som även kan spela keyboard och saxofon. Under början av 1990-talet nådde hon framgång i USA med sina album Kevyn Lettau (U.S. Top Contemporary Jazz Albums topplacering #16) och Simple Life (Top Contemporary Jazz topplacering #6).